# Mil Millas Orientales
Mil Millas Orientales war ein Straßenradsportwettbewerb in Uruguay, der als Etappenrennen veranstaltet wurde.

## Geschichte
Das Rennen Mil Millas Orientales wurde 1948 vom Las Palmas Cycling Club begründet. Die erste Austragung führte über 1609 Kilometer mit Start und Ziel in Buenos Aires. Ab 1949 starteten auch ausländische Radrennfahrer im Rennen. Es war nach der Uruguay-Rundfahrt das bedeutendste Etappenrennen in Uruguay und wurde bis 1971 veranstaltet.

## Sieger
- 1948  Atilio François Baldi
- 1949  Jorge Olivera
- 1950 ?
- 1951 ?
- 1952  Atilio François Baldi
- 1953  Aníbal Donatti
- 1954  Mario De Benedetti
- 1955  Américo Benítez
- 1956  Juan Bautista Tiscornia
- 1957  Walter Moyano
- 1958  Claudio Rosa
- 1959  René Deceja
- 1960  Tomás Correa
- 1961  Walter Llado
- 1962  Félix Mariani
- 1963  Dardo Sánchez
- 1964  Rubén Etchebarne
- 1965  Oscar Almada
- 1966  Rubén Etchebarne
- 1967  Rodolfo Villanueva
- 1968 nicht ausgetragen
- 1969  Rubén Etchebarne
- 1970  Jorge Cuccia
- 1971  Hugo Scrycki